# 柯布連道
柯布連道（英語：O'Brien Road），是香港香港島灣仔區的一條街道，南北連接告士打道及駱克道，鄰近港鐵灣仔站多個出入口。
柯布連道是一條紀念殖民地香港政府布政司柯布連的道路。

## 特色
- 柯布連道之上有一條行人天橋，即是灣仔北行人平台的西南段支線，它有行人電動扶梯、石屎樓梯及升降機連接。
- 天橋底南段是灣仔電腦城正門，人流最多，有不少電訊服務公司，如手機及寬頻上網的外勤在此營商。
- 天桥北端的行人天桥连接告士打道7号入境事务大楼。
- 港鐵灣仔站 A3 出入口背面，修頓花園地下，設有民政事務總署及貝夫人美沙酮診所，當地的行人橋底，有一些草根階層的市民乘涼、聚集、閒談、甚至放有桌和椅吃飯、放狗等。
- 由於香港大多數遊行均途經柯布連道天橋橫跨的軒尼詩道，天橋遂成攝影及觀看遊行、示威的地方。

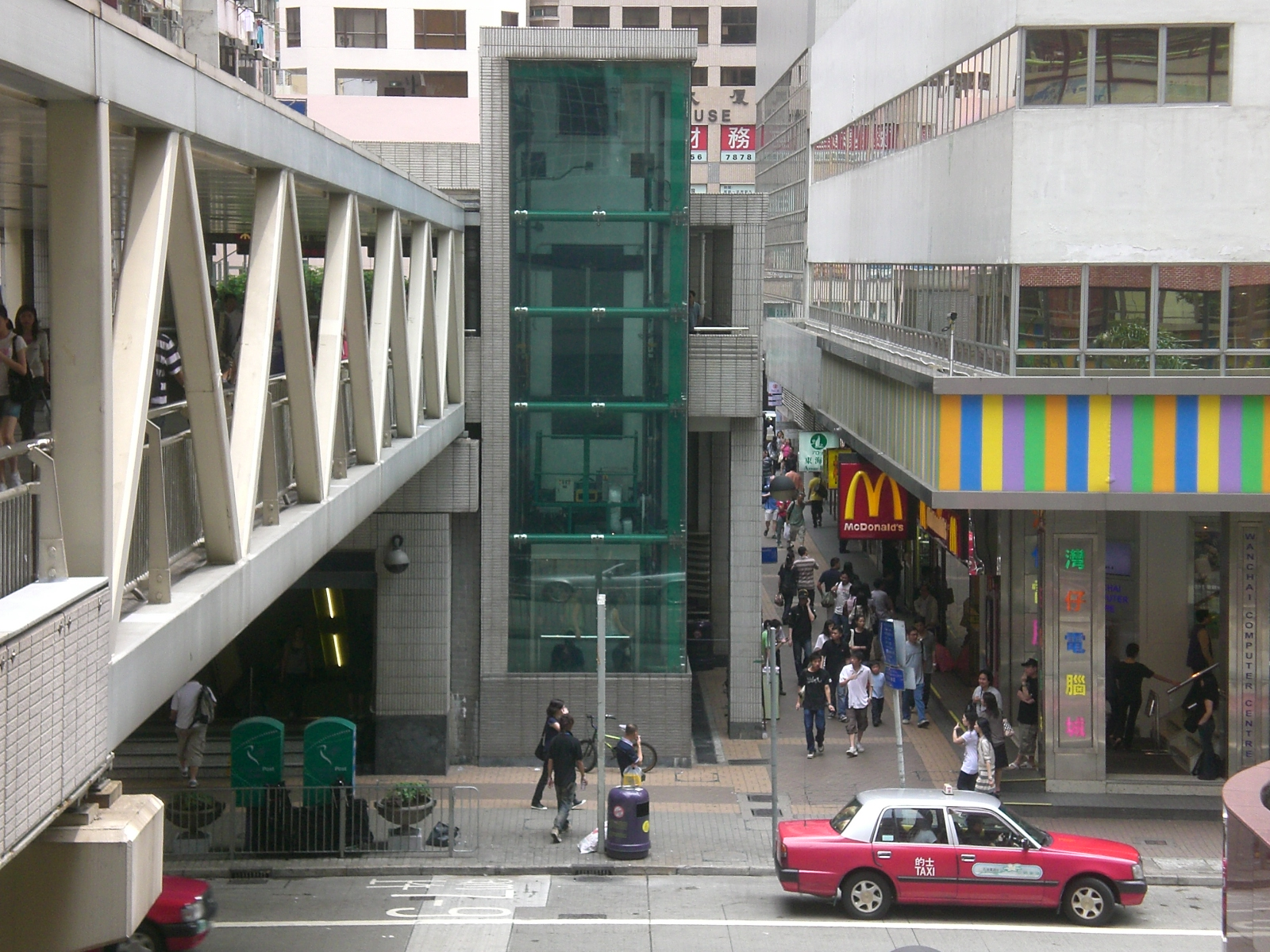
柯布連道灣仔電腦城
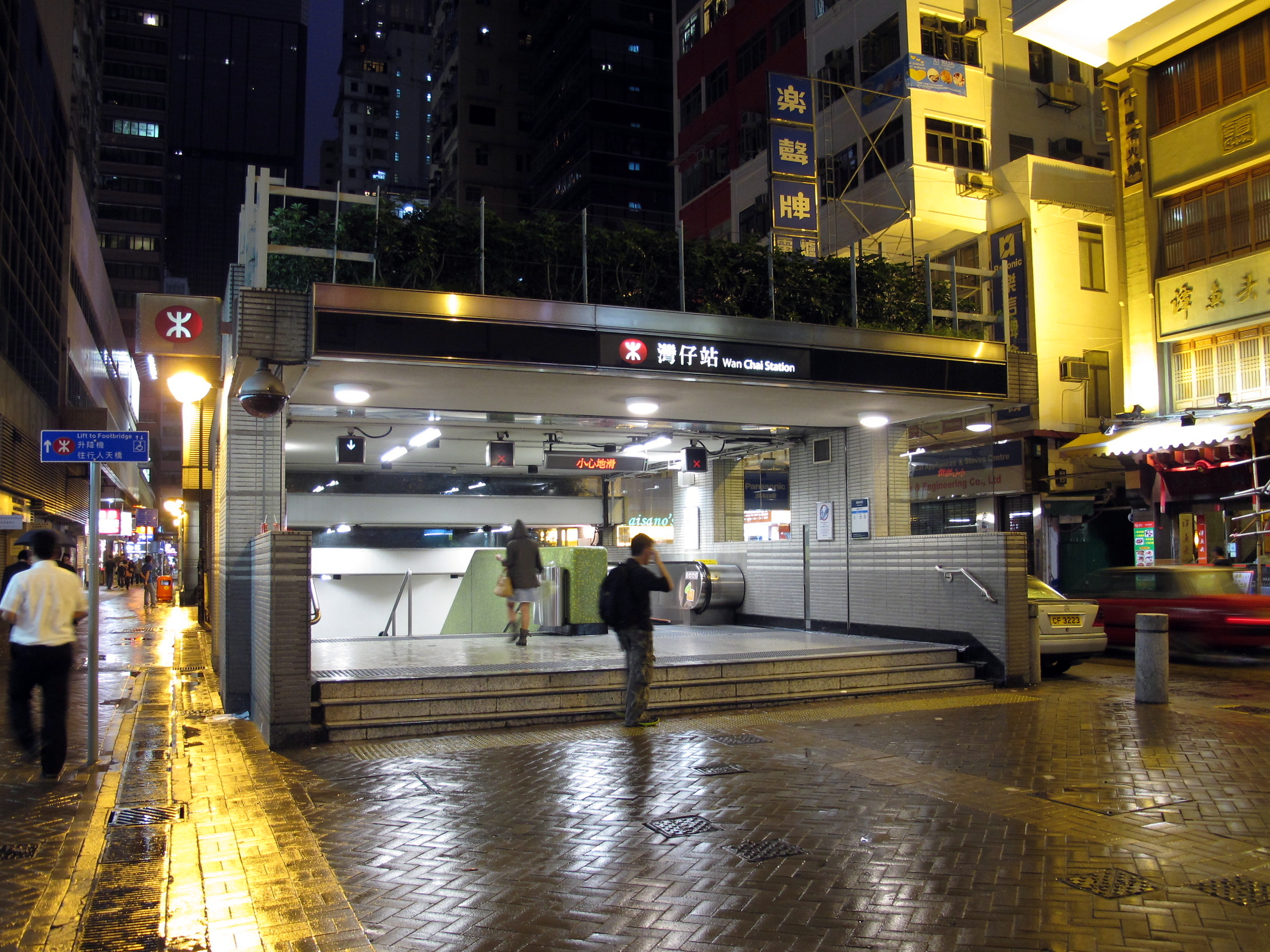
灣仔柯布連道南端，近莊士敦道是港鐵灣仔站 A3 出入口。
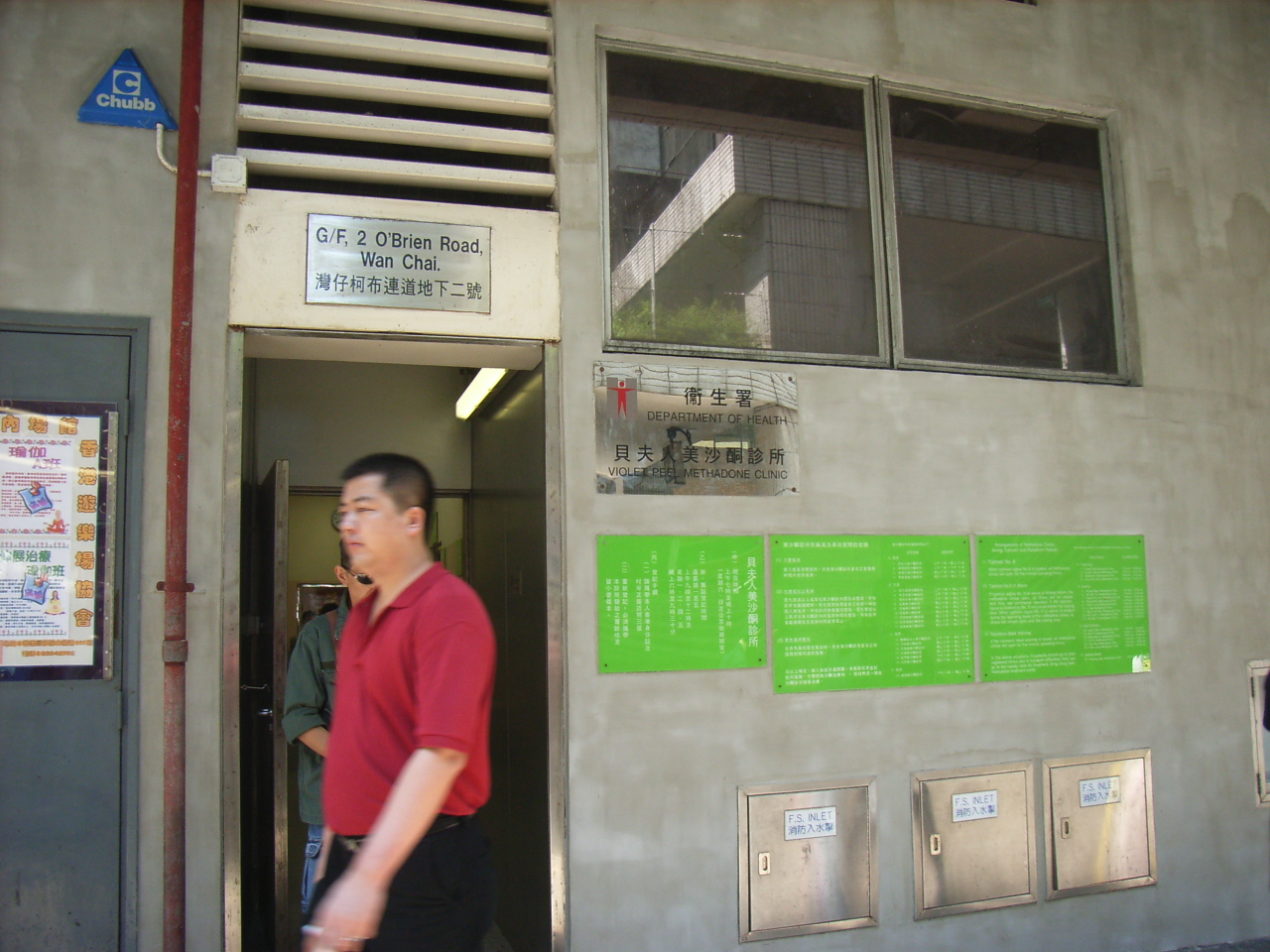
貝夫人美沙酮診所

## 交接道路
- 莊士敦道
- 譚臣道
- 謝斐道
- 駱克道
- 告士打道

## 外部連結
- 柯布連道地圖